# 氣象紀念日
氣象紀念日（日语：気象記念日）是日本的一個節日，由日本氣象廳所實施，訂定於每年的6月1日。

## 歷史
1875年（明治8年）6月1日，在東京的赤坂葵町設置全日本第一座氣象站東京氣象台（現在的氣象廳），開始觀測並紀錄東京的氣象和地震。為了表示紀念，東京氣象台在1884年（明治17年）正式訂定每年的6月1日。